# بخش ارو
بخش ارو یکی از بخشهای کانتون ارگو  در کشور سوئیس است.